# Begonia tricuspidata
Espèce
Begonia tricuspidata est une espèce de plantes de la famille des Begoniaceae.
L'espèce fait partie de la section Alicida.
Elle a été décrite en 1879 par Charles Baron Clarke (1832-1906).

## Répartition géographique
Cette espèce est originaire du pays suivant : Myanmar.